# The Raincoats
I The Raincoats sono un gruppo musicale post-punk britannico formatosi nel 1976 a Londra. Il gruppo si è sciolto nel 1984 per poi riformarsi nel 1993.  Hanno ispirato gruppi di rock alternativo statunitensi come i Sonic Youth e i Nirvana.

## Storia del gruppo

### 1976-1984
Il gruppo venne formato a Londra nel 1976, durante il periodo in cui imperversava la musica punk e dark, da un gruppo di ragazze, la chitarrista Ana Da Silva, la violinista Vicky Aspinall, la bassista Gina Birch e la batterista Paloma Romero); ispirate inizialmente dal punk-rock, seguirono poi strade diverse, ricercando uno stile personale e indipendente, che traeva ispirazione anche dalla musica classica e dal jazz. Il primo album omonimo venne pubblicato nel 1979 dalla Rough Trade. Due anni dopo pubblicarono un secondo album, Odyshape, seguito nel 1984 da Moving. Il gruppo poi si sciolse per seguire progetti solisti.

## Discografia

### Album in studio
- 1979 - The Raincoats
- 1981 - Odyshape
- 1984 - Moving
- 1996 - Looking in the Shadows

### Album live
- 1983 - The Kitchen Tapes

### Compilation
- 1995 - Fairytales

### Box set
- 2010 - The Raincoats (primi tre album in studio)

### Singoli
- 1982 - Running Away/No Ones Little Girl
- 2009 - Drunken Maria / Monk Chant (Split single con Gossip)

### EP
- 1979 - Fairytale in the Supermarket
- 1983 - Animal Rhapsody
- 1994 - Extended Play
- 1996 - Don't Be Mean

## Formazione
- Ana da Silva
- Gina Birch
- Anne Wood
- Jean-Marc Butty

Ex componenti
- Ross Crighton - chitarra
- Nick Turner - batteria
- Kate Korus
- Jeremie Frank - chitarra
- Patrick Keiller - chitarra
- Richard Dudanski - batteria
- Palmolive - batteria
- Vicky Aspinall - violino
- Ingrid Weiss - batteria